# Anthurium albidum
Anthurium albidum Sodiro, 1905 è una pianta della famiglia delle Aracee, endemica dell'Ecuador.

## Distribuzione e habitat
È minacciato dalla perdita del suo habitat naturale, costituito da foreste umide di pianura tropicali o subtropicali.